# I Want Tomorrow
I Want Tomorrow è il primo singolo della cantante e musicista irlandese Enya, pubblicato nel 1987 come primo estratto dall'album di debutto Enya

## Il Singolo

### Tracce
3" CD - CD RSL201 BBC Paesi Bassi (1987)
1. I Want Tomorrow – 4:03
2. The Celts – 2:56
3. To Go Beyond (I) – 1:19
4. To Go Beyond (II) – 2:58

;12" Vinile - EDL 2511-5 Edelton Germania (1989)
CD - EDL 2511-0 Edelton Germania (1989)
1. I Want Tomorrow – 4:03
2. Boadicea – 3:30
3. The Celts – 2:56
4. To Go Beyond (II) – 2:58

;CD - BBCCDS201 Polygram Australia (1992)
7" Vinile - EDL 2511-7 Edelton Germania (1989)
7" Vinile - RESL 201 BBC Regno Unito (1987)
Cassetta - BBCMCS201 Polygram Australia (1992)
1. I Want Tomorrow – 4:03
2. The Celts – 2:56